# Sabou (Kourouma)
Pour les articles homonymes, voir Sabou.
Ne doit pas être confondu avec Sabou (ville).
Sabou est une commune rurale située dans le département de Kourouma de la province de Kénédougou dans la région des Hauts-Bassins au Burkina Faso.

## Géographie
Sabou est située à 12 km à l'ouest de Kokoro et à 13 km au sud de Kourouma.

## Santé et éducation
Le centre de soins le plus proche de Sabou est le centre de santé et de promotion sociale (CSPS) de Kokoro.